# Central (Ghana)
5°30′N 1°15′V / 5.500°N 1.250°V
Central Region er en af Ghanas ti administrative regioner. Den grænser til Ashanti og Eastern Region i nord, Western Region i vest, Greater Accra i øst og Atlanterhavet mod syd. Cape Coast er regionens administrative hovedstad.

## Historie
Regionen er et af områderne, som først kom i kontakt med europæerne. Portugiserne etablerede fortet Elmina i 1482, som den første faste europæiske base i Afrika syd for Sahara. Senere rejste flere europæiske magter forter langs kysten i regionen, med kun få kilometers afstand, f.eks. Carolusborg.

## Distrikter
Central Region inddeles i følgende 13 distrikter:
- Abura/Asebu/Kwamankese District
- Agona District
- Ajumako/Enyan/Essiam District
- Asikuma/Odoben/Brakwa District
- Assin North District
- Assin South District
- Awutu/Effutu/Senya District
- Cape Coast Municipal District
- Gomoa District
- Komenda/Edina/Eguafo/Abirem District
- Mfantsiman District
- Twifo/Heman/Lower Denkyira District
- Upper Denkyira District